# جرج چندلر
جُرج چَندلر (انگلیسی: George Chandler؛ ‏ زاده ۳۰ ژوئن ۱۸۹۸ – درگذشته ۱۰ ژوئن ۱۹۸۵) بازیگر اهل ایالات متحده آمریکا بود. او در سال ۱۹۶۰ میلادی، رئیسِ «انجمن بازیگران سینما» بود.

## گزیدهٔ فیلم‌شناسی
- قتل شبه‌عمد (۱۹۳۰)
- مرد دنیادیده (۱۹۳۱)
- گیرایی و وسوسه هالیوود (۱۹۳۱)
- مهمان ناخوانده هالیوود (۱۹۳۱)
- یک ترور مقدس (۱۹۳۱)
- دوک ناگهان وارد می‌شود (۱۹۳۱)
- قدرت و جلال (۱۹۳۳)
- جشن فوتلایت (۱۹۳۳)
- زن سرخ‌پوش (۱۹۳۵)
- گوندولای برادوی (۱۹۳۵)
- سرعت (۱۹۳۶)
- خشم (۱۹۳۶)
- دشمن قسم خورده (۱۹۳۶)
- بانوی بدنام‌شده (۱۹۳۶)
- ستاره‌ای زاده شده‌است (۱۹۳۷)
- مانکن (۱۹۳۷)
- در شیکاگوی قدیم (۱۹۳۸)
- سه رفیق (۱۹۳۸)
- جسی جیمز (۱۹۳۹)
- آریزونا (۱۹۴۰)
- یک دختر، یک مرد و یک ملوان (۱۹۴۱)
- جاده تنباکو (۱۹۴۱)
- وسترن یونیون (۱۹۴۱)
- راکسی هارت (۱۹۴۲)
- در پهنه وسیع میسوری (۱۹۵۱)
- هانس کریستین اندرسن (۱۹۵۲)
- متکبرها (۱۹۵۴)
- کاپون (۱۹۷۵)
- از هر راهی ولی شل (۱۹۷۸)

## بیشتر بخوانید
- Young, Jordan R. (1986) [First published 1975]. "George Chandler". Reel Characters : Great Movie Character Actors (softcover) (Sixth ed.). Beverly Hills, CA: Moonstone Press. pp. 179–198. ISBN 978-0-940410-79-4.